# Bal des débutantes

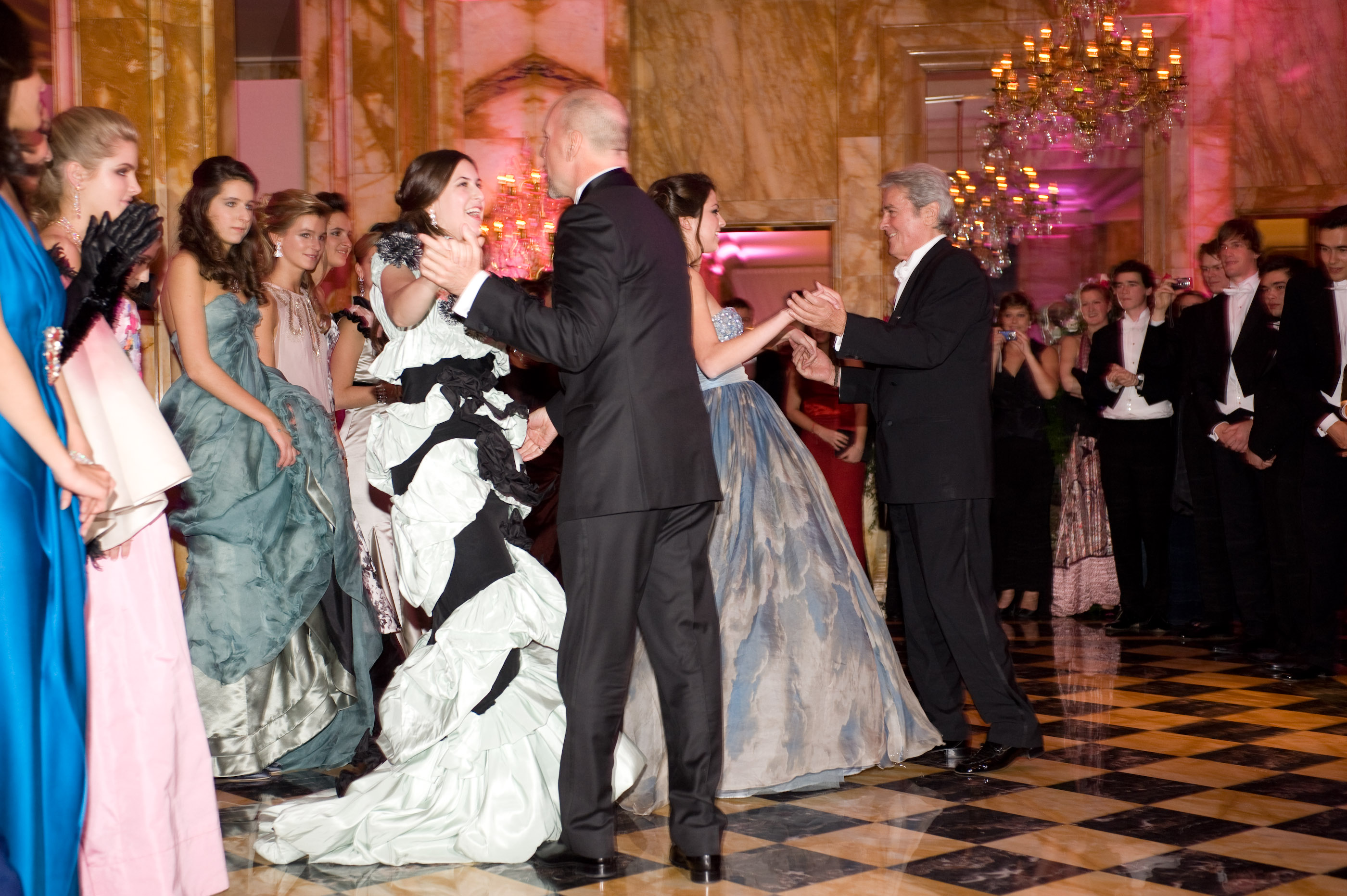
Бал дебютанток 2008 года: Ален Делон танцует со своей дочерью Анушкой, Брюс Уиллис — со своей дочерью Скаут Ларю

Бал дебютанток — международное событие мира моды, ежегодно собирающее в Париже около 25 девушек в возрасте от 16 до 22 лет из десятка стран.
Признанный в 2005 году на сайте Forbes.com, как один из 10 наиболее значимых вечеров в мире, бал проходит в Париже каждую осень в ноябре.
Бал дебютанток в Париже был создан Ophélie Renouard 27 сентября 1992 года.
Девушки одеваются в платья от кутюр и дизайнеров высокой моды. Все они носят ювелирные украшения. Дебютантками становятся дети из известных семей, прославившихся за вклад в искусство, политику, бизнес и многое другое. Деньги не является критерием отбора.
Деньги, собранные во время этого мероприятия, передаются в благотворительные организации. С 2009 года Бал поддерживает ассоциацию Enfants d’Asie, которая обеспечивает образование для девочек в Юго-Восточной Азии. В 2015 году он также поддержал Seleni, некоммерческую организацию, которая финансирует исследования в области здравоохранения для матерей-подростков.

## Дома моды
Высокая мода является одним из ключевых элементов Бала дебютанток. Бал — одно из немногих событий, в которых одежда от известных кутюрье представлена не профессиональными моделями.
Чаще всего, девушки надевают вечернее платье от дизайнера в первый раз. Так, дочь французского актёра Жана Рошфора, Клеманс, в платье от Nina Ricci, призналась, что это была «её первая встреча с высокой модой». А Амелия Виндзор заявила: «Я никогда не носила такого платья в моей жизни и не уверена, что это случится снова».
Анна Кливленд ван Равенштейн, с другой стороны, была моделью для Chanel за несколько лет до того, как дядя Карл Лагерфельд помог ей выбрать платье для Бала.

## Вечер

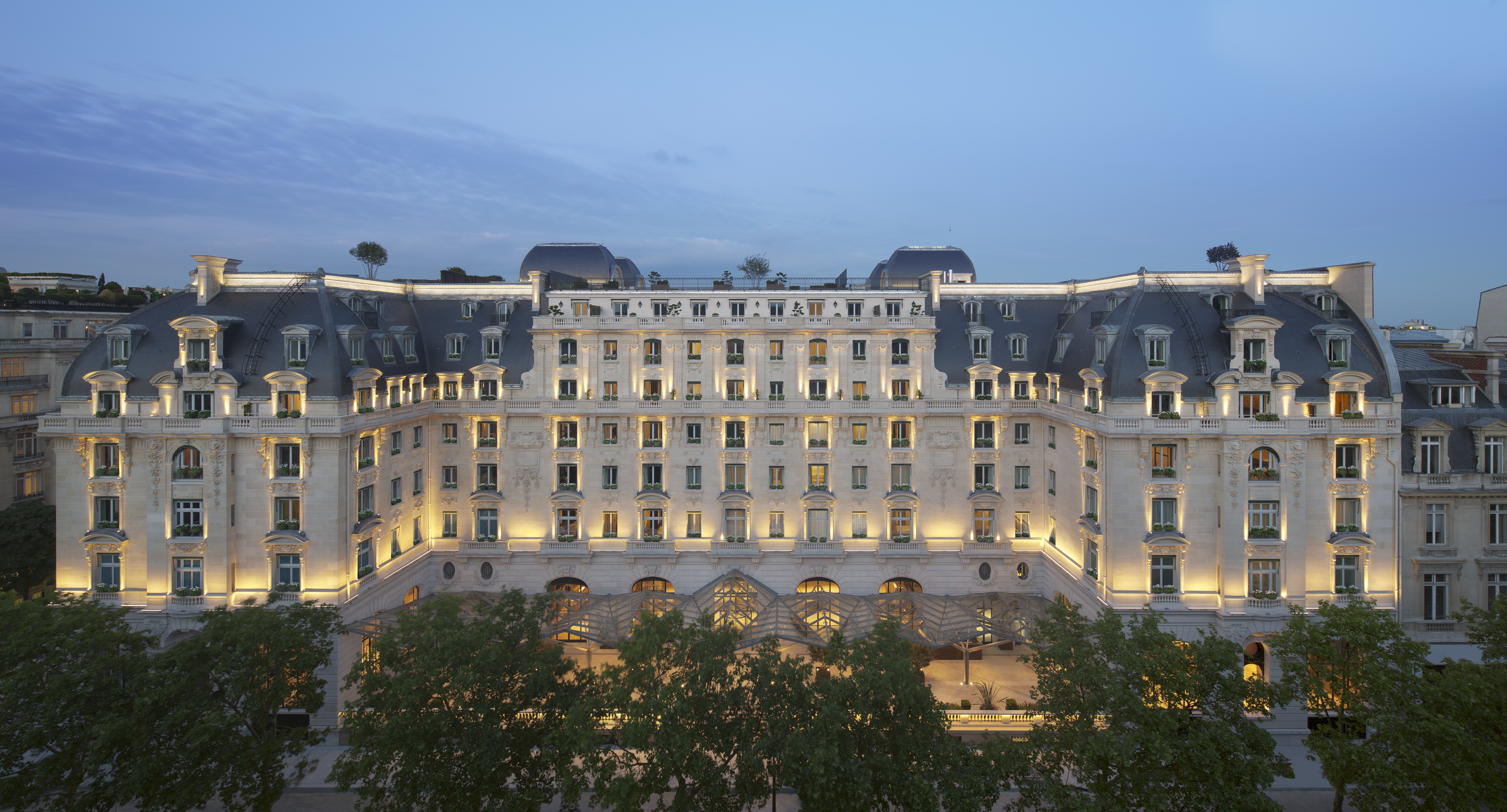

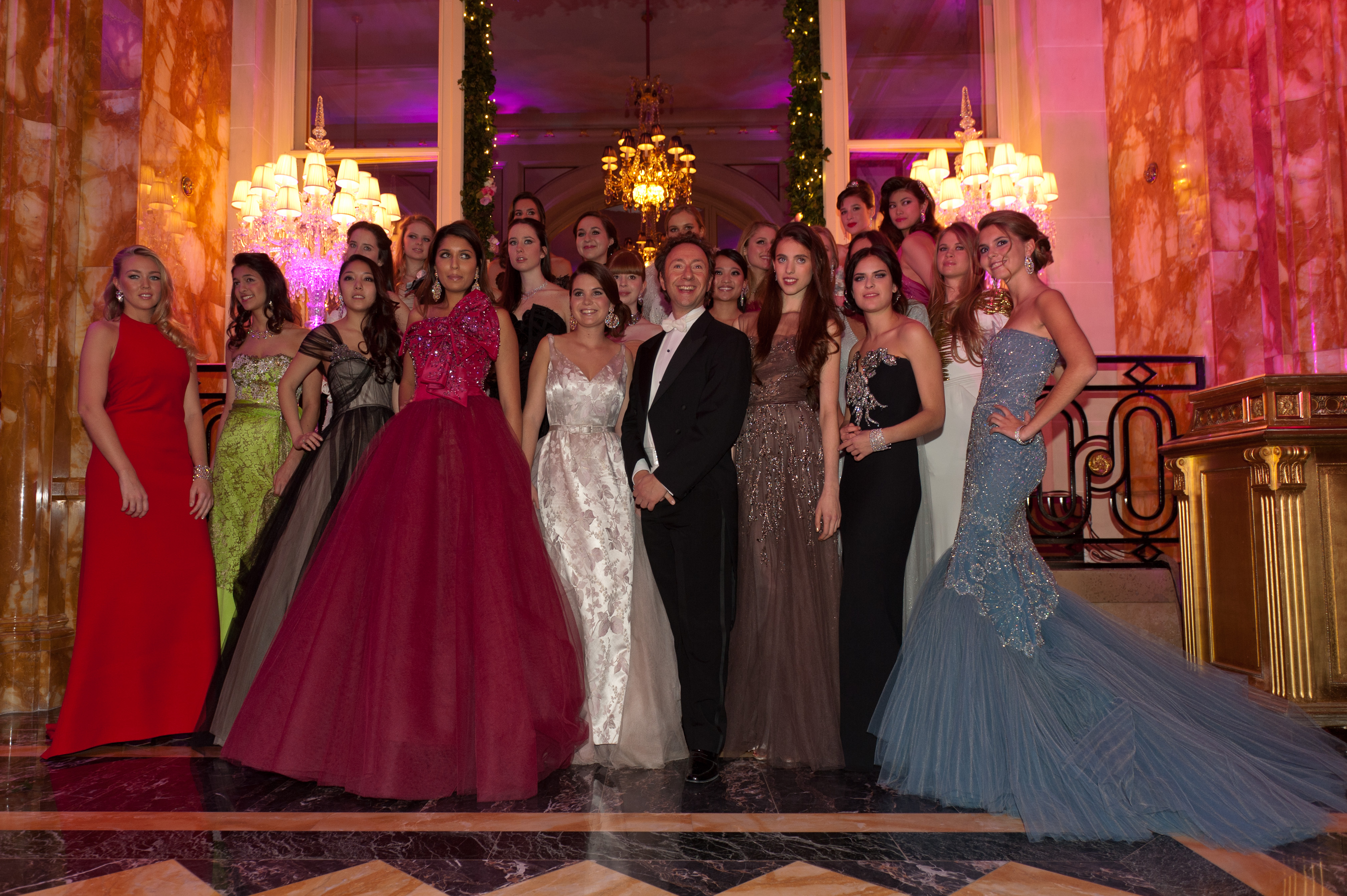

Организация бала занимает целый год. Она включает в себя отбор дебютанток и кавалеров, оформление приглашений на бал, знакомство с девушками и их семьями, выбор платьев, создание украшений и подготовку самого вечера.
В пятницу, накануне бала, дебютантки собираются вместе в первый раз. Сеансы макияжа и укладки волос начинаются в 9 утра. Облачившись в наряды, девушки участвуют в индивидуальных и групповых фотосессиях. В этот же день вечером отцы и кавалеры дебютанток принимают участие в уроках вальса с
двумя учителями.
Во время церемонии дебютантки проходят перед гостями в алфавитном порядке, за руку со своим кавалером. Их представляет журналист и автор Стефан Берн (Stéphane Bern). Затем наступает ужин. После ужина одна из дебютанток и её отец открывают бал. Их примеру следуют остальные. Отцы вскоре уступают место кавалерам и вальс сменяется современной музыкой.
Бал продолжается до двух ночи. Затем, переодевшись, девушки отправляются заканчивать вечер в ночной клуб.
С 1992 по 2012 год бал был организован в «Отель Крийон», в 2013 и 2014 годах — в отеле «Рафаэль», в 2015 году — во Дворце Шайо, в 2016 году — в отеле Peninsula Paris.

## Дебютантки

### История
Изначально, дебютантками были девушки из аристократии или высших кругов английского общества, которые осуществляли их «первый выход в свет». Это означало, что девушка была достаточно взрослой, чтобы найти мужа, участвовать в жизни двора и быть самостоятельной. Британское понятие «дебютантки» быстро распространилось по всему миру. Оно упоминается, среди прочего, в произведении Л. Н. Толстого «Анна Каренина».

### Приглашение на Бал
Тот факт, что в качестве дебютанток отбираются каждый год не более 25 девушек родом из примерно 10-12 стран мира, и на это событие невозможно купить место, отличает Бал дебютанток в Париже от других подобных мероприятий. Иногда молодые девушки, как бы известны они ни были, например Пэрис Хилтон, не удостаиваются приглашения на Бал.
Критериями отбора являются внешний вид, интеллект и известные родители. Также во внимание принимается личность каждой девушки, сможет ли она стать исключительной дебютанткой, о которой будет что рассказать.
Некоторые дебютантки принадлежат к королевским и аристократическим семьям; некоторые из них дочери художников, писателей, бизнесменов и политиков. Другие приглашены за то, что они уже совершили или достигли несмотря на юный возраст, например, победители спортивных состязаний высокого уровня. В 2013 году Лорен Марб, 17-летняя британская студентка была выбрана на Бал из-за её высокого уровня IQ 161, а в 2015 году дебютанткой стала Оливия Холлиси, главный победитель Google Science Fair (в 17 лет разработала недорогой портативный тест для обнаружения вируса Эбола).